# Paul von Conradsdorf
Paul von Conradsdorf (auch Cunersdorf; – 1467) war Hofrichter in Berlin und Landvogt der Neumark.

## Leben
Er stammte aus einer adligen wahrscheinlich tschechischen (böhmischen) Familie. Der Vater Czaschlaw von Conradstorf (gestorben zwischen 1414 und 1433) besaß unter anderem die Dörfer Wittbrietzen und Ficksdorf bei Potsdam. Diese verkaufte Pawel 1433 bei seiner ersten erhaltenen schriftlichen Erwähnung. Seit 1440 war er häufig im Umfeld von Kurfürst Friedrich II. von Brandenburg anwesend, bald danach als kurfürstlicher Rat. 1448 war er kurzzeitig Vogt von Boitzenburg in der Uckermark.
1450/51 wurde Paul von Cunersdorf zum ersten Hofrichter in Cöln bei Berlin berufen. 1451 traf er als Hofmeister des Kurfürsten mehrere juristische Entscheidungen in Städten. 1454 wurde er als Hofmeister der Markgräfin bezeichnet. 1457 und 1458 war Paul von Conradsdorf Landvogt der Neumark, mit Sitz wahrscheinlich in Küstrin. 1458 und 1459 wurde er mehrmals als Landvogt in Cöln bezeichnet.
Im März 1467 war Paul von Conradsdorf noch einmal Landvogt der Neumark. Im April wurde sein Nachfolger eingesetzt, im Dezember wurde er als verstorben bezeichnet.
Paul von Conradsdorf besaß mehrere Güter in der Mark Brandenburg.